# Bruno Konrad
Bruno Konrad (* 13. Dezember 1930 in Kaunas; † 25. März 2007 in Höckendorf) war ein deutscher Maler, Grafiker und Hochschullehrer.

## Leben

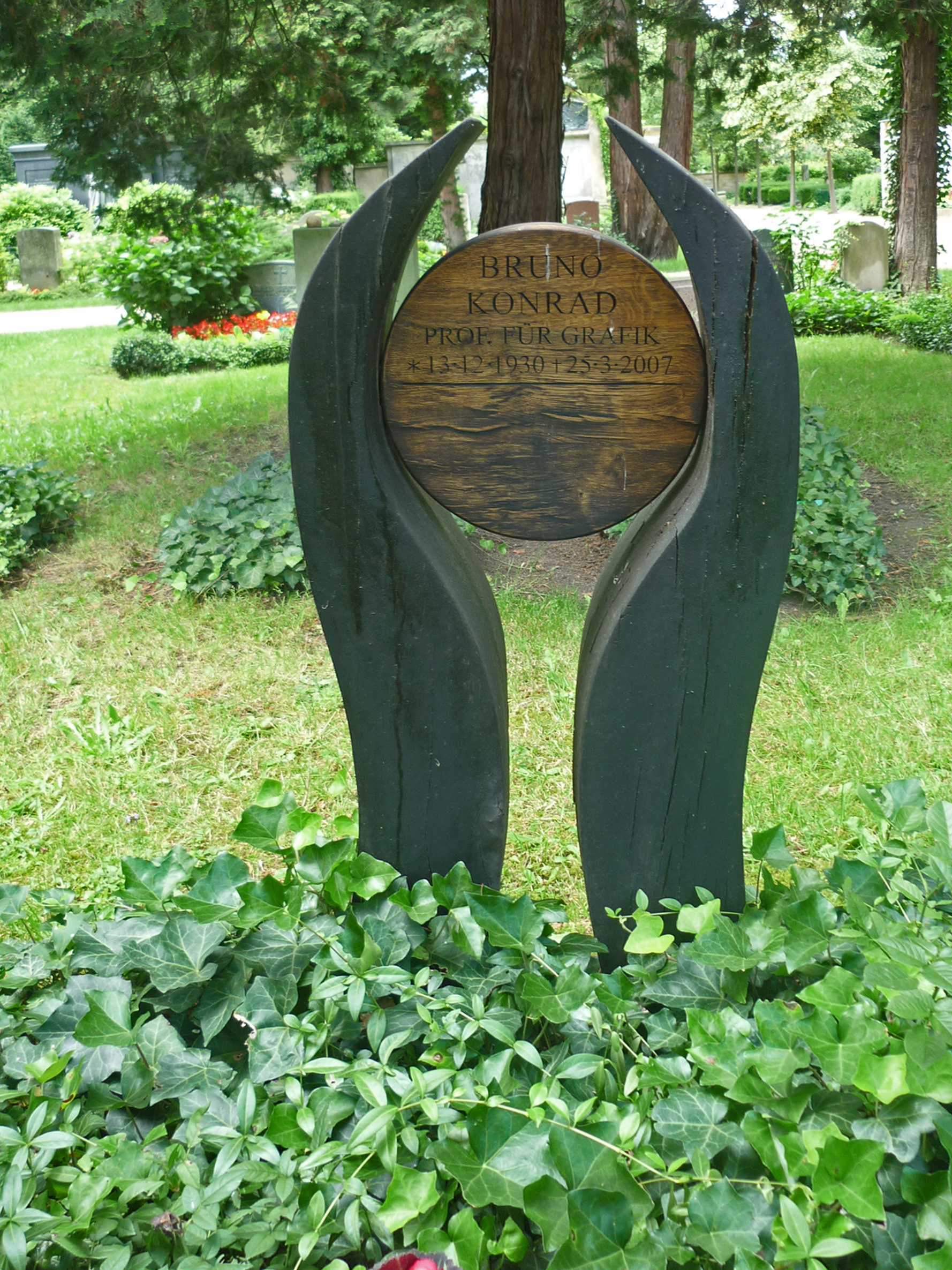
Grab von Bruno Konrad auf dem Loschwitzer Friedhof

Konrad war der Sohn eines Drehers. Als Deutsch-Balten folgten Konrads Eltern 1941 dem Ruf der Nationalsozialisten „Heim ins Reich“ und gingen nach Ostpreußen, von wo sie nach dem Ende des Zweiten Weltkriegs als Vertriebene nach Zwickau kamen. Nach dem Abschluss der Grundschule arbeitete Konrad als Hilfsarbeiter. Dann absolvierte er eine Lehre als Bäcker und arbeitete als Dekorateur in Lebensmittelgeschäften der Handelsorganisation (HO). In der Freizeit besuchte er die Mal- und Zeichenschule von Karl Michel in der Zwickauer Volkshochschule. Nachdem er 1951/52 in Berlin die große Ernst-Barlach-Ausstellung in der Deutschen Akademie der Künste gesehen hatte, reifte in ihm der Entschluss, Künstler zu werden. Als Voraussetzung für eine erfolgreiche Bewerbung zum Studium leistete Konrad von 1953 bis 1954 freiwillig Dienst bei der Deutschen Grenzpolizei in Hildburghausen. In dieser Zeit nahm er an einem Zeichenzirkel teil. Danach besuchte er bis 1957 die Arbeiter- und Bauernfakultät an der Hochschule für Bildende Künste Dresden (HfBK), wo er das Abitur erwarb. Von 1957 bis 1962 studierte er bei Erich Fraaß, Lea Grundig und Hans-Theo Richter Grafik an der HfBK. Danach arbeitete er bis 1964 in Dresden als freischaffender Künstler. Von 1964 bis 1966 hatte er eine Aspirantur bei Rudolf Bergander. Ab 1966 war er Assistent, von 1971 bis 1978 Dozent und von 1985 bis 1994 Professor für Grafik. Danach lebte er in Höckendorf. Dort engagierte er sich im ortsansässigen Kulturverein.
Von 1996 bis 2006 hatte Konrad einen Lehrauftrag an der Kunstschule Bochum. Er war Mitglied der Prüfungskommission und auch für das Institut für Ausbildung in bildender Kunst und Kunsttherapie in Bochum tätig.
Einzelausstellungen Konrads fanden in Dresden, Ahrenshoop, Dippoldiswalde und Wachenheim an der Weinstraße statt. Auf internationalen Ausstellungen war er in Zwickau, Warschau, St. Petersburg, Algerien, Hefei (China), Wien, Hamburg, Emden und Bochum vertreten.
Konrads Grab befindet sich auf dem Loschwitzer Friedhof in Dresden.

## Ehrungen
- 1963: Max-Pechstein-Preis der Stadt Zwickau
- 1974: Verdienstmedaille der DDR

## Werkbeispiele
- Zur Entwicklung der LPG (Zyklus von Lithografien; auf der Fünften Deutschen Kunstausstellung) u. a.[1]
- Chile – September 1973 (Linolschnitt)[2]
- Heike (Lithografie)[3]
- Großer Wachaufzug (1979, Offsetlithografie, 34 × 47,8 cm)
- Kain oder Abel – beide blieben uns die Antwort schuldig (Federzeichnung, 1980/1981; auf der IX. Kunstausstellung der DDR)[4]
- Studien zur NVA (1985, Serie von 5 Tusche-Zeichnungen, 62 × 49 bzw. 49 × 62 cm; Auftragsarbeit für die NVA)[5]

## Teilnahme an zentralen und wichtigen regionalen Ausstellungen in der DDR
- 1962/1963, 1982/1983 und 1987/1988: Dresden, Fünfte Deutsche Kunstausstellung und IX. und X. Kunstausstellung der DDR
- 1972, 1974, 1979 und 1985: Dresden, Bezirkskunstausstellungen
- 1986: Cottbus, Staatliche Kunstsammlung („Soldaten des Volkes – dem Frieden verpflichtet. Kunstausstellung zum 30. Jahrestag der Nationalen Volksarmee“)
- 1986: Magdeburg, Kloster Unser Lieben Frauen („Grafik in den Kämpfen unserer Tage“)